# Хондрит
Хондритите (недиференцирани метеорити) са вид каменни метеорити, които не са били модифицирани нито чрез топене, нито чрез диференциране на родителското тяло. Те са най-разпространените измежду всички метеорити, паднали на Земята. От всички намерени метеорити между 85,7% и 86,2% са хондрити. Смята се, че са се образували едновременно с вътрешните планети или малко преди тях и запазват космическия прах от първоначалния протопланетарен диск. Тяхното проучване предоставя важна информация за разбиране на произхода и възрастта на Слънчевата система, синтеза на органични съединения, произхода на живота и наличието на вода на Земята. Терминът хондрит е предложен от германския минералог Густав Розе през 1864 г. при съставянето на каталог на метеоритите в Берлинския университет.
Хондритите обикновено се определят като каменни метеорити, формирани почти едновременно със Слънцето. Характерно за тях е, че съдържат малки сферични или елиптични образувания с размер 1 – 2 мм, наречени хондрули или хондри. Те съставляват между 20% и 80% от обема на хондрита. Главните съставни части на хондритите са хондрулите и матрица, изградена от силно сгъстен космически прах. Тъй като при някои от тях хондрули въобще липсват, по-правилно е да се приеме, че хондритите са метеорити, които имат подобен на Слънцето състав, без силно летливите елементи като водород и хелий, и произхождат от астероиди или комети, които не са претърпели топене или планетна диференциация.
В световните колекции има над 27 000 хондрита от общо 38 000 броя за всички открити метеорити. Най-големият отделен хондрит, откриван някога има тегло 1770 кг и е бил част от Дзилинския метеоритен дъжд от 1976 г., наблюдаван в Североизточен Китай. Паданията на хондрити варират от единични камъни до метеоритни дъждове, състоящи се от хиляди отделни бройки, както при метеоритния дъжд в Холбрук през 1912 г., където в Северна Аризона падат около 14 000 каменни метеорита.

## Произход и история
На база на радиоизотопното датиране се приема, че възрастта на хондритите е около 4,656 милиарда години. Това е време, предшестващо образуването на планетите и спътниците им, когато „ядреният реактор“ на Слънцето, изхвърля колосално количество енергия и възпламенява окръжаващия го протопланетарен диск. В резултат част от междузвездния прах, от който е съставен този облак, се уплътнява в малки капчици с различни размери, основа за бъдещите хондрули в метеоритите. Заради пулсациите на излъчванията и под въздействието на високите температури те многократно се топят и втвърдяват.
Смята се, че хондрулите са образувани при кондензирането и кристализацията на малки капчици от оливин и пироксен, под въздействието на високите слънчеви температури. Постепенно се обособяват в единно тяло за сметка на праха и фрагменти от минерални вещества, образувайки примитивни хондри, милиони от които по-късно попадат на повърхността на Земята. Хондрулите се срастват с друг кондензиран материал, при което се образуват матрици, които формират по-големите основни тела „майки“ на тези примитивни метеорити – по-малки и по-големи астероиди от които произхождат повечето хондрити. Често матриците се различават от хондрулите не само по състава, но и по кристалния си строеж. Този процес не е напълно изяснен, и различни учени предлагат различни теории за тяхното появяване.
Родителските тела на хондритите представляват малки до средни астероиди, които никога не са били част от нито едно космическо тяло, достатъчно голямо, за да претърпи топене и диференциация. Друго доказателство за тяхната възраст е фактът, че изобилието от нелетливи елементи в хондритите е подобно на това, което се намира в атмосферата на Слънцето и други звезди в нашата галактика. Астероидите се появяват в промеждутъка между раждането на Слънцето и образуването на планетите.

## Химичен състав
Като химичен състав хондритите приличат на Слънцето. Главните минерали, които влизат в състава им са силикатни – оливини – 40 – 50%, ромбични пироксени – 30%, камасит и албит. Оливините могат да бъдат представени от фаялит Fe2[SiO4] до форстерит Mg2[SiO4], а пироксените – от феросилит Fe2[Si2O6] до енстатит Mg2[Si2O6], включително бронзит и хиперстен. Второстепенните минерали са тенит, анортит, ортоклаз, шрайберзит, добрелит, троилит, хромит и апатит.
Различните астероиди обаче, са образувани в различни области на Слънчевата мъглявина и при различни условия. Те са били подложени допълнително на различни термични и химични процеси, както и на въздействието от други астероиди. Така са се получили различни видове хондрити, които са категоризирани в няколко класове, кланове, групи и подгрупи. Хондритите на всеки клан и група са допълнително подразделени на видове, според петрографските си характеристики.

### Хондрули
Метеоритите се класифицират като хондрити въз основа на наличието в тях на хондрули. В началото тези специфични образувания вероятно са представлявали свободно плаващи разтопени капчици в Слънчевата мъглявина. Симулационните експерименти показват, че хондрулите се образуват чрез „светкавично“ нагряване до пикови температури 1400 – 1800 °C и последвало бързо охлаждане до 10 °C – 1000 °C на час.
Размерите, съставите и пропорциите на различните типове хондрули варират при различните хондрити, което означава, че образуването им е протекло като доста локализиран процес. Има и доказателства, че това се е случвало много пъти. Процесът на образуване на хондрули е един от най-енергичните и важни в Слънчевата мъглявина, поне в областта на Астероидния пояс. Въпреки това, повече от век проучвания и спекулации, не са довели учените до окончателното обяснение на този процес.

### Матрица
Пространството между хондрулите и огнеупорните калциево-алуминиеви включвания (КАВ) е изпълнено с финозърнеста матрица, която циментира заедно по-големите компоненти. Матрицата е по-богата на летливи елементи, отколкото хондрулите и включванията, което предполага, че поне част от нея се е образувала при по-ниска температура. Матрицата на много от обикновените хондрити, съдържа органични вещества – до около 2 % от теглото и. Изотопните състави на водородните и азотните атоми в органичното вещество често са много необичайни. Наличието на тези състави се обяснява най-добре, ако поне част от органичното вещество е създадено в междузвездния молекулен облак, от който се е образувала Слънчевата система.
В матрицата оцеляват и други материали, предшестващи Слънчевата система, макар и с много по-ниски концентрации. За разлика от органичната материя, тези материали се образуват не в междузвездната среда, а около звезди, които са умрели милиони до стотици милиони години преди образуването на Слънчевата система. Доказателствата, че тези малки зърна (с размери от няколко нанометра до 10 микрометра) имат околозвезден произход, се крият в техните изотопни състави. Те са толкова различни от съставите на материалите на Слънчевата система, че биха могли да бъдат получени само чрез нуклеосинтез (образуване на елементи) в звездите. Например, средното съотношение на въглерод-12 към въглерод-13, наблюдавано в обекти на Слънчевата система, е около 89:1. За някои материали, изолирани от хондрити, това съотношение в отделните частици варира от около 2:1 до 7000:1. Видовете минерали с околозвезден произход, които са изолирани от хондрити, включват диамант, графит, силициев карбид, силициев нитрид, оливин, корунд, шпинел, хромит и хибонит.

## Петрографски типове
През 1967 г. Ван Шумус и Ууд създават скала, която разделя хондритите на 7 петрографски вида, които се различават по силата на топлинния метаморфизъм, на който са били подложени и отразяват степента на химическо равновесие в съставящите ги минерали. Видовете от 1 до 3 представляват силно неуравновесени хондрити поради липса на топлинен метаморфизъм, докато тези от 4 до 7 са уравновесени поради разширени термични процеси. Те са били изложени на нарастване на топлинния метаморфизъм, който е довел до по-голямо изменение на хондрулите.
- Тип 1 – Това са неустойчиви хондрити, при които хондрулите са много трудни за разграничаване и които съдържат големи количества вода и въглерод. В последно време с този тип се обозначават метеорити, които са претърпели силна хидрологична промяна, при която оливинът и пироксенът са заместени с вода. В резултат на това при тях не се наблюдават никакви хондрули. Те почти изцяло отсъстват, въпреки че метеоритът е със състав на хондрит и със сигурност е съдържал хондрули в своята ранната история. Такава промяна обикновено става при температури от 50 до 150 °C, което показва, че хондритите от този вид не са били нагрявани до температури, позволяващи протичането на термичен метаморфизъм. В тази група са включени предимно хондритите от група CI.[1][3]
- Тип 2 – Този тип се отнася до неустойчиви хондрити, които са претърпели силни хидрологични промени, но все още съдържат разпознаваеми, откъслечно разпределени оливинови и пироксенови хондрули, променени в по-голяма или по-малка степен. Матрицата, която е образувана в резултат на хидратацията е финозърнеста. Такава промяна се получава при температури под 20 °C, така че те също не са изпитали термичен метаморфизъм. Това са главно хонрити от групите CM и CR.[1][3]
- Тип 3 – Отнася се до хондрити, претърпели ниска степен на термичен метаморфизъм. Обикновено те са нестабилни, тъй като минералите им, като оливин и пироксен, показват широк спектър от състави, отразяващи образуването им при разнообразните условия в Слънчевата мъглявина. Хондритите, които остават в почти непроменено състояние, като всички компоненти като хондрули, матрица и т.н. имат почти същия състав и минералогия, както когато са били част от основния астероид, са обозначени като тип 3.0. Увеличаването на петрографския тип от 3.1 до 3.9 отразява настъпването на дълбоки минерални промени, започвайки от прахообразна матрица и се стигне до по-грубозърнестите компоненти като хондрули. Хондритите от тип 3.9 все още изглеждат повърхностно непроменени, тъй като хондрулите запазват първоначалния си вид, но всички минерали са засегнати, най-вече поради проникването на елементите между зърна с различен състав.[1]
- Тип 4 – Тук са включени стабилни метеорити, претърпели висока степен на термичен метаморфизъм, чийто минерален състав остава практически непроменен. Метаморфизмът обаче, не включва топене, а рекристализацията става в твърдо състояние. Самата матрица става по-груба и с по-големи размери на зърната, а хондрулите стават все по-неясни.[1][3]
- Тип 5 – Хондритите в тази група са претърпели още по-висока степен на термичен метаморфизъм, остават стабилни и с постоянен минерален състав. Хондрулите стават все по-размити, а матрицата е почти невъзможна за откриване.[1]
- Тип 6 – Отнася се до хондрити, претърпели още по-висока степен на термичен метаморфизъм в сравнение с тези от тип 5. Това също са стабилни хондрити с практически непроменен минерален състав. Хондрулите и матрицата при тях са неразличими. Има едно изключение и то се отнася за някои хондрити, при които е протекло частично топене. В този случай се създават така наречените стопени брекчи, или IMBs.[1][3]
- Тип 7 – При хондритите от тип 7 се наблюдава краят на процеса на метаморфизъм, тъй като хондрулите напълно отсъстват, въпреки че метеоритът е запазил химичния си състав. Те могат да бъдат разглеждани като преходни екземпляри, които образуват връзката между хондритите и примитивните ахондрити. Този тип е въведен за обозначаване на хондрити, изложени на изключително високи температури, които биха могли да доведат до разтопяване на метеорита. Все още няма консенсус в научната общност относно необходимостта от тип 7, тъй като когато един метеорит се стопи, той може да бъде класифициран като примитивен ахондрит.[1][3]

## Класификация
В зависимост от степента на окисляване и от съдържанието на желязо, хондритите се делят на 4 големи класа – въглеродни (C), обикновени (O), енстатити (E) и други (R, K и F). В същия ред в тях намалява количеството на окисленото дву- и тривалентно желязо. Обикновено след инициалите на групата се поставя цифрата за петрографския тип.

### Клас Въглеродни хондрити
Химичният състав на въглеродните хондрити съответства на този на Слънцето повече отколкото при всеки друг вид хондрити. Образувани са в богати на кислород области на ранната Слънчева система, затова при по-голямата част от тях няма метали в свободно състояние, а се срещат под формата на силикати, оксиди, или сулфиди. Повечето от тях съдържат вода или минерали, които са били променени в присъствието на вода. Някои съдържат големи количества въглерод, както и органични съединения като аминокиселини. Много от тях, като тези от групите CI, CM, CO, CV, CR, са матрично богати, а други (групите CH, CB) са бедни на матрици. Имат различни размери на хондрулите – от големите хондрули в CV и CR хондрити до малките в СН хондритите. Най-примитивните въглеродни хондрити никога не са били загрявани при температура над 50 °C.
Въглеродните хондрити се разделят на 4 клана, които съдържат общо 8 групи, всяка от които е маркирана с латински инициали. Те започват с буквата С, което подчертава връзката им с въглерода.
- Клан CI – съдържа само една група. Тези хондрити са разпределени в отделен клан, защото нищо не ги свързва с групите в останалите кланове.[5]

* CI група – тип Айвуна (Ivuna-Type). Носи името на метеорита Айвуна, паднал в Танзания през 1938 г. Към тази група принадлежат 7 метеорита. Често се смятат за най-примитивните тела в Слънчевата система, тъй като съставът им е близък до този слънчевата фотосфера. Принадлежат към петрографски тип 1, т.е. били са до голяма степен обект на водна промяна. Матрицата е финозърнеста, богата на филосиликати, с незначителни количества магнетит, сулфиди, сулфати, карбонати и рядко – изолиран оливин и пироксенови фрагменти. Вместо хондрули съдържат голяма количество вода – около 20%. Не е ясно дали някога са съдържали хондрули, които впоследствие са били унищожени. При тях се срещат полициклични ароматни въглеводороди и аминокиселини, основата на живота на Земята.
- Клан CM – CO – тук са включени най-срещаните въглеродни хондрити. Предполага се, че са били широко разпространени в ранната Слънчева система.[5]

* CM група – тип Мигей (Mighei-Type). Носи името на метеорита Мигей, паднал в Украйна през 1889 г. Известни са около 80 метеорита, спадащи към тази група, повечето от които принадлежат към петрографски тип 2. Показват по-малка водна промяна, така че някои хондрули са добре запазени. Характеризират се със сравнително дребни хондрули с размери около 300 µm, които се състоят от оливин и са разпръснати из цялата черна матрица, заедно със светло оцветени включвания. Те също съдържат множество сложни органични съединения. Например метеоритът Мърчисън съдържа повече от 230 различни аминокиселини, докато на Земята са познати и се използват като основни градивни елементи на живота само 20.
* CO група – тип Орнанс (Ornans-Type). Носи името на метеорита Орнанс, паднал във Франция през 1868 г. От тази група има само около 25 метеорита. Всички те принадлежат към петрографски тип 3 и варират между 3.0 и 3.7. По отношение на химичния си състав показват известна връзка с групата CV. Хондритите от СО групата са по-черни на вид от CV и съдържат много по-малки хондрули (~ 150 µm), опаковани в гъста матрица и заемащи над 70% от целият обем на метеорита. В тях се наблюдават вторични минерали като нефелин, содалит, железен оливин, хеденбергит, андрадит и илменит. Тези вторични минерали практически липсват в по-примитивните хондрити от тип 3.0 и се увеличават до тези от 3.7. Калциево-алуминиевите включвания обикновено са много по-малки и по-слабо разпространени, отколкото при CV. Характерни са ясно видимите, малки включвания на свободен метал, най-вече никел-желязо, които се появяват като ситни люспи върху полираните повърхности на неизветрял метеорит.
- Клан CV – CK

* CV група – тип Вигарано̀ (Vigarano-Type). Носи името на метеорита Вигарано̀, паднал във Франция през 1910 г. Към тях спадат 3 подгрупи – CVA CVB и CVR. Въпреки че всички CV хондрити са класифицирани като петрографски тип 3, CVoxB хондритите съдържат изобилие от хидратирани филосиликати и могат да бъдат класифицирани като тип 2. Структурата и състава им са по-близки до тези на обикновените хондрити. Съдържат големи, добре оформени хондрули с размери около 1 mm, разпръснати в тъмносива матрица, богата на желязо и оливин и заемащи около 30% от метеорита. Те са съставени от голямо количество магнезий и оливин, често заобиколен от железен сулфид. Метеоритите от тази група съдържат и бели, неправилни включвания с различен размер, които често заемат над 5% от метеорита. Това са високотемпературни минерали, наречени КАВ – калциево-алуминиеви включвания (CAIs) и се състоят от силикати и оксиди на калция, алуминия и титана. Те са основната характеристика на CV хондритите. Това е разнообразна група от метеорити, разделени на окислени (CVox) и редуцирани (CVred) подгрупи, до голяма степен базирани на съотношението метал/магнетит и съдържанието на никел. По-късно CVox са разделени на две подгрупи – CVA и CVB. Съотношението матрица/хондрули се увеличава в реда CVred (0.5 – 0.6) – CVoxA (0.6 – 0.7) – CVoxB (0.7 – 1.2), докато съотношението метал/магнетит има тенденция да намалява в същата последователност. Някои окислени CV хондрити са минерално междинни между CVA и CVB.
* CVA (CVoxA) подгрупа – Носи името на метеорита Алиенде, паднал в мексиканския щат Чихуахуа през 1969 г. CVoxA хондритите са по-широко променени от CVoxB, но съдържат много незначителни количества от филосиликати. Основните вторични минерали включват железен оливин, калциево-железни пироксении, железно-никелови сулфиди, магнетит, андрадит, гросулар, кирщайнит (монтицелит), нефелин, содалит и други, които не се намират в някоя друга CV подгрупа. Матриците CVA са по-груби от тези в CVB хондритите и до голяма степен се състоят от железен оливин, калциево-железен пироксен ± андрадитни възли и нефелин.
* CVB (CVoxB) подгрупа – Носи името на метеорита Бали, паднал в Централноафриканската република през 1907 г. Това са най-окислените CV метеорити, показват следи от водна промяна и съдържат водни филосиликати (слоести силикати), които не се намират в другите две подгрупи. Съдържат още магнетит, желязно-никелови сулфиди, желязно-никелови карбиди, фаялит, калциево-железни пироксени и андрадит. Матриците се състоят от много финозърнест (<1–2 µm) железен оливин, концентрично зонирани възли от калциево-железни пироксени и андрадит, груби зърна от почти чист фаялит и филосиликати.
* CVR (CVred) подгрупа – Характеризират се с по-високо изобилие от хондрули, с по-ограничено съдържание на метал, по-малко магнетит и окисления от другите две подгрупи.
* CK група – тип Карунда (Karoonda-Type). Носи името на метеорита Карунда, паднал в Южна Австралия през 1930 г. От тази група съществуват само около 20 метеорита. Принадлежат към петрографските видове от 3 до 6, но повечето са класифицирани като CK4. Те са тъмносиви или черни поради съдържанието на висок процент магнетит, който е раздробен в матрица от тъмни силикати, състоящи се от големи количества желязо, оливин и пироксен. Силно окислени са, за което говори високото количество на фаялит, почти пълното отсъствие на никел-желязо, високото съдържание на никел в сулфидите и изобилието на илменит и шпинел. По-голямата част от хондрулите са с порфирна структура и имат размери 700 – 1000 µm, междинен между тези в CV и CO хондритите. Повечето CK хондрити понякога съдържат големи калциево-алуминиеви включвания.
- Клан CR

* CR група – тип Ренацо (Renazzo-Type). Носи името на метеорита Ренацо, паднал в Италия през 1824 г. Има само около 15 познати хондрити от този вид. Най-често принадлежат към петрографски тип 2 и се характеризират с големи (с милиметрови размери) хондрули, богати на порфирити, форстерит или енстатит. Съдържат хидроксиликати, следи от вода, и магнетит. Матрицата заема от 40 до 70 % от обема на хондрита, хидратирана е и съдържа филосиликати, магнетити, карбонати и сулфиди. Често срещани са подобни на матрицата фрагменти, наричани тъмни включвания. Металното им съдържание е под формата на никел-желязо и железен сулфид, достигащи до 10%. Металът се намира в черна матрица, а също и в най-големите и ясно видими хондрули, които съставляват около 50% от обема на метеорита. Понякога хондрулите са „бронирани“, т.е. запечатани са в малки сферички от никел-желязо или железен сулфид, което спомага за лесното им определяне.
* CH група – тип Високометален (High-Metal-Type). При хондритите „H“ означава „високо съдържание на метал“ и метеоритите от CH съдържат до 15% никел-желязо. Към тази група принадлежат само 10 познати метеорита. Първият от тях, наречен ALH 85085, е открит от членове на ANSMET (организация за търсене на метеорити в Антарктика) в хълмистата местност Алън Хилс в Антарктика през 1984 г. и се счита за образец за този тип. Всички хондрити от групата принадлежат към петрографски тип 2 или 3 и химически са много близки до хондритите от CR и бенкубинитите. Характерно за тях е изобилието от никел-желязо, показват много фрагментирани хондрули, като съвсем малка част от тях са останали непокътнати. Повечето типични СН хондрити се отличават с малки хондрули с размери < 50–100 µm, както и по-малкото изобилие на КАВ. Матрица практически липсва. Вместо това присъстват силно хидратирани, подобни на матрица класти. Съдържат определени количества филосиликати и други следи от водна промяна. Необичайните характеристики на хондритите от тази група, включително доминирането на малки криптокристални хондри (съставени от много фини кристалчета), голямото изобилие от метал и липсата на матрица водят до предположението, че те са „субхондритни“ метеорити, образувани в резултат на астероиден сблъсък и не са истински първични образувания, формирани в Слънчевата мъглявина. Според други учени, въз основа на присъствието на калциево-алуминиеви включвания, равномерно обогатени с желязно-никелови кондензати и първичните хондрули, тези метеорити все пак са продукт на Слънчевата мъглявина.
* CB група – тип Бенкубинити (Bencubbinites). Те са разделени на 2 подгрупи – CBa и CBb. Това е новосъздадена група, наречена на метеорита Бенкубин, открит през 1930 г. в Австралия. Групата е представена само от 5 екземпляра. Това са странни метеорити, които съдържат повече от 50% никел-желязо и могат да се разглеждат като истински каменно-железни метеорити, но минералогичните им и химични свойства ясно ги отличават от тях и ги причисляват към въглеродните хондрити. Освен свободни метали, те съдържат силно намалени силикати, както и „бронирани“ хондрули, подобни на тези на членовете на групата от CR. Характерно за тях е, че в областите между металните и силикатни хондрули всички те съдържат ударна стопилка. Произходът на CB хондритите е спорен. Според някои учени те са формирани директно в Слънчевата мъглявина. Според други са образувани в облак пара, произведен по време на удар върху хондритен планетезимал – небесно тяло в орбита около протозвезда. Въз основа на техните петрологични и химични характеристики хонритите от тази група са разделени на две подгрупи – CBa и CBb.
* CBa подгрупа – хондритите съдържат около 60% метал, 5 – 8% никел-желязо и хондрулите са с размер около сантиметър.
* CBb подгрупа – хондритите съдържат над 70% метал, , 4 – 15% никел-желязо и хондрулите са с размер около милиметър.
- С Негрупирани

Някои въглеродни хондрити не се вписват в приетите групи, но могат лесно да бъдат класифицирани като въглеродни хондрити. Обикновено те са определяни като C разгрупирани/негрупирани или „Cungr“. В много случаи имат характеристики, които са междинни между хондритните групи. Могат да бъдат аномални членове на някоя хондритна групи или първите представители на нова група. Вероятно представляват екземпляри от други органи майки на въглеродни хондрити или от изходните райони на Слънчевата мъглявина. Някои от тях показват определена връзка помежду си, или с други групи от въглеродни хондрити. Метеоритното общество обаче е взело решение, че за да се създаде нова група, са необходими минимум 5 нейни члена. Такъв например е метеоритът Кулидж, намерен в Канзас, САЩ, през 1937 г. Много подобни на него са още два метеорита и ако в бъдеще станат общо 5, ще се формира нова груа.

### Клас обикновени хондрити
Хондритите от този клас са определени като обикновени, защото са най-често срещаните каменни метеорити и представляват повече от 85% от всички хондрити, паднали на Земята. Те произхождат от първичната материя, по-редки са от златните или диамантени находища и са по-стари от всички минерали, известни на Земята. Състоят се от силикатна матрица, съдържаща частици от никел-желязо и хондрули, съставени от силикати и понякога свободни метали. Силикатите са представени главно от оливинови и пироксенови минерали, но понякога се срещат и силикати от други групи, например плагиоклази. В незначителни количества могат да присъстват сулфиди, оксиди, фосфати и други.
Характеризират се с изобилие от големи (милиметрови) хондрули с различни текстури и минерален състав, а калциево-алуминиевите включвания са доста редки. Обемът, който заемат матриците е по-малък от тези при въглеродните хондрити – около 10 – 15 %. Хидрологичните промени се наблюдават по-често в матрицата, отколкото в хондрулите. Спадат към претрографски тип от 3 до 6 с няколко малки изключения, които показват водна промяна.
Обикновените хондрити съдържат само един клан, който, въз основа на различното съдържание на метал и минерални съставки, е разделен на три отделни групи. Изобилието на сидерофилни елементи може да се използва като индикатор за разграничаването на обикновените хондрити в трите групи. Съществуват два метеорита, които попадат между първите две групи групи и са класифицирани като H/L. Това са Tieschitz, паднал в Чехия през 1878 г. и Бремерфьорде, паднал през 1855 г. в Германия.
- Клан H – L – LL

* H група – Бронзитови, (High-Iron). Това е тип с високо желязно съдържание. Тези хондрити принадлежат към петрографски видове от 3 до 7. Около 3400 са класифицирани като H5, около 1800 са H6, около 1400 са H4 и има само около 200 от H3. Включени са и някои редки, силно брекчирани метеорити, които съдържат фрагментирани късове от няколко петрографски вида. Наброяват повече от 7000 члена, които са свързани с високото съдържание на свободна никел-желязна сплав. Съдържат желязо от 25 до 31% от общото си тегло, като от него само 15 до 19% се намира в свободна, редуцирана форма. Първичните минерали са оливин и бронзит, разновидност на ортопироксена.
* L група – Хиперстенни, (Low-Iron) – тип с ниско желязно съдържание. Групата се състои от около 6500 члена, които съдържат желязо от 20 до 25 % от теглото си, но само от 4 до 10% се намират в свободно състояние. Принадлежат към петрографските видовете от 3 до 7. Повече от 4000 са класифицирани като L6, около 1300 както L5, около 400 като L4, и само около 300 като L3. Понякога се срещат брекчирани членове, които съдържат фрагменти от няколко петрографски вида, но това е по-рядко отколкото в H групата. Съставени са от магнетит, никел-желязо, оливин и разновидността на ортопироксена – хиперстен.
* LL група – Амфотеритови, (Low-Iron, Low-Metal) – тип с ниско съдържание на желязо и метали (Low-Iron, Low-Metal). Тази група включва само около 1100 члена, заедно с вероятните комбинации. Обикновено съдържат желязо от 19 до 22% от теглото си, но само 1 до 3% са свободни метали. Принадлежат към петрографски видове от 1 до 7, без подчертан максимум. Около 400 броя са LL6 и LL5, повечето неуравновесени видове са LL4 и само около 70 са LL3. Оливинът, който съдържат е по-богат на желязо, отколкото в другите обикновени хондрити и следователно те са се образували при по-подчертани окислителни условия отколкото Н или L хондритите. В групата често се откриват сложни органични вещества. В по-старата литература често са определяни като „амфотерити“, тъй като са били смятани за свързващо звено между хондритите и ахондритите, но това име е подвеждащо и вече не се използва.

### Клас Енстатит хондрити
Хондритите от тази група носят името на тяхната основна съставка – минерала енстатит (MgSiO3) и се различават в много отношения от обикновените и въглеродните хондрити. Предполага се, че са образувани близо до Слънцето в среда, бедна на кислород, тъй като почти цялото желязо се намира в много редуцирана форма и е изчерпано дори в пироксена, който е представен от своята разновидност – енстатит. Състоят се главно от желязо в свободно състояние, при нулева валентност, и силикатни съединения, в които желязото почти липсва. Освен това съдържат различни необичайни сулфидни, метални и нитридни фази, които отсъстват в други хондритни групи. Те включват олдхамит, нинингерит, алабандит, осборнит, синоит, богат на силиций камасит, добрелит и периит.
Техните структурни и минералогични характеристики се обясняват с протичането на метаморфизма при много високи температури – в диапазона 600 °C – 1000 °C. По тази причина те съдържат най-малко количество летливи съединения и са най-редуцирани измежду всички други класове хондрити. Хондрулите им са пълни с отломки, разпръснати в тъмна, финодисперсна матрица и имат неправилна форма.
Според степента на термичен метаморфизъм този клас хондрити е разделен на 3 петрографски типа – Е4, Е5 и Е6. При различни петротрафски типове се наблюдава и разнообразно съдържание на желязо и сяра, според което някои учени разграничават два вида: I, който включва хондрити E4 и E5, и II, който включва само хондрити E6. Идентифицирани са около 90 различни E хондрити. В зависимост от съдържанието на желязо класът на енстатитит хондритите се разделя на две групи.
- Клан EH – EL

* EH група – с високо съдържание на желязо, около 10% метали, 3% силиций и силно редуцирани минерали, включващи нинингерит и периит. Отличават се с малки хондрули с размер до 0,2 mm. Принадлежат към петрографските видове от 3 до 6, с лек пик в неуравновесеният тип 3.
* EL група – с по-ниско съдържание на желязо, около 10% метали, 1% силиций и изключително редуцирана минерална група, включваща преобладаващия желязосъдържащ алабандит ((Fe, Mn) S). Отличават се с умерено големи хондрули с размери над 0,5 mm. Групата е от тип 5, което означава, че са били подложени на метаморфизъм при условия, достатъчни за хомогенизиране на оливина и пироксена и всички нискокалциеви пироксени са превърнати в ортопироксен. Процесът предизвиква растежа на различни вторични минерали и замъглява очертанията на хондрулите.

### Други хондрити
Към другите хондрити са включени 3 групи, които се различават от всички останали хондрити по различни свои показатели и не се вписват лесно в съществуващите схеми. Това са групите R, K и F. Те могат да бъдат поставени в една непрекъсната последователност заедно с обикновените хондрити. В едната крайност застават E хондритите, които са се образували по-близо до Слънцето, отколкото хондритите от H, L, или LL групите. В другата крайност, се намират най-силно окислените румурути, или R хондрити, които свидетелстват за формиране в по-отдалечена от Слънцето среда.
* R група – тип Румурутити (Rumurutiites). Носи името на метеорита Румурути, паднал в Кения през 1934 г. В началото е смятан за аномален хондрит, но през 1993 г. е прекласифициран и е сформирана групата R, от която има само 25 известни метеорита. Повечето R хондрити принадлежат към петрографски тип 3. Съществуват и силно брекчозни членове, които показват различни литологии с петрографски тип от 3 до 6. Що се отнася до минералогията и състоянието им на окисляване, те са доста различни от обикновените хондрити и са противоположност на енстатитите. Те са силно окислени и съдържат големи количества богат на желязо оливин. В тях практически няма свободен метал, тъй като по-голямата част от желязото е била окислена или се намира под формата на железни сулфиди. Железният окис и богатият на желязо оливин придават на румурутите типичен червеникав цвят. Съдържат по-малко хондрули отколкото обикновените хондрити или енстатитите, но в тях често се наблюдават ксенолити – включвания в магмени скали, уловени по време на изкачването и изригването на магмата. Матрицата заема около 50 % от обема на метеорита. Повечето членове на групата съдържат големи количества благородни газове, имплантирани в скалата от слънчевия вятър.
* K група – тип Какангарити (Kakangariites). Носи името на метеорита Какангари, паднал в индийския щат Тамил Наду през 1890 г. Засега съществуват само три известни метеорита от тази група – Какангари, Лия Каунти 002 от окръг Лия в щата Ню Мексико и LEW 87232 (Lewis Cliff 87232), открит в Антарктика. Те представят една от най-редките метеоритни групи, намерени на Земята. Всички принадлежат към петрографски тип 3. Богати са на железен сулфид и троилит и показват многобройни примитивни „бронирани“ хондрули. Отличават от всички други хондритни групи и кланове по своя химичен състав и кислороден изотопен подпис.
* F група – Форстерит хондрити. Тази, странна засега група, е известна единствено от някои литологии, които са били открити в два ахондрита от групата на обритите. И двата са брекчи, съдържащи тъмни включвания на хондритен материал, който не се вписва в никоя от хондритните групи или кланове. Съставени са от оливин и чист магнезий, наречен форстерит. Причислени са към петрографски тип 3. Минералогията и окисляванета им ги поставят между H групата на обикновените хондрити и енстатитит хондритите.